# جائزة إيطاليا الكبرى 1973
جائزة إيطاليا الكبرى 1973 هو سباق فورمولا 1 أقيم بتاريخ 9 سبتمبر 1973 في حلبة مونزا، إيطاليا. كان الثالث عشر من أصل 15 في بطولة العالم لسباقات الفورمولا واحد موسم 1973.